# Willy Rode
Willi Rode (* 2. März 1938) ist ein ehemaliger deutscher Trabrennsportler, der im Laufe seiner Karriere 13.340 Trainer- und 6.954 Fahrererfolge errang.

## Leben
Seine Lehrzeit absolvierte Rode bei Willi Dahmen. Schon bei seinem ersten Start als Lehrlingsfahrer gelang ihm auf der Trabrennbahn Gelsenkirchen mit dem Riesenaußenseiter Freischärler sein erster Sieg. Nach Beendigung seiner Lehrzeit begann seine Berufskarriere mit einer Anstellung bei Erich Speckmann. 1960 wechselte er in den Rennstall des damaligen Championatsträgers Eddy Freundt. Rodes weiterer Weg führte nach bestandener Trainerprüfung am 9. November 1962 in die Selbstständigkeit. Im Folgejahr errang er bereits 50 Siege. Seinen ersten Zuchtrennsieg konnte Rode im Jahr 1967 mit der Stute Boycena im Deutschen Stutenpreis auf der Trabrennbahn Recklinghausen feiern. 1968 belegte er mit 212 Jahressiegen den zweiten Platz im Berufsfahrer-Championat hinter Eddy Freundt.
1971 gewann Willi Rode mit 288 Siegen sein erstes Berufsfahrer-Championat. Im Folgejahr wurde er Vize-Europameister hinter dem Belgier Gilbert Martens. Im deutschen Berufsfahrer-Championat lag Rode am 31. Dezember mit 287 Siegen gleichauf mit Eddy Freundt, und es gab zwei Titelträger.
1984 gelang ihm sein erster Sieg im Deutschen Traber-Derby mit Athos Duke auf der Trabrennbahn Berlin-Mariendorf. Die größten Erfolge seiner Laufbahn verzeichnete Rode mit Brendy, mit welchem er unter anderem den Grand Premio d‘ Europa in Mailand gewann. 1992 gelang Rode ein weiterer Erfolg im Deutschen Traber-Derby, diesmal mit Rambo Corner. Einen weiteren Derbysieg konnte Rode noch als Trainer verbuchen, als 2008 Nu Pagadi mit Thomas Panschow im Sulky gewann. Als Fahrer errang Willi Rode 6954 Siege und liegt damit in Deutschland an zweiter Stelle hinter Heinz Wewering.